# Cryptophialus rossi
Cryptophialus rossi is een rankpootkreeftensoort uit de familie van de Cryptophialidae. De wetenschappelijke naam van de soort is voor het eerst geldig gepubliceerd in 1973 door Tomlinson.